# Fiora
El Fiora es un río en el norte del Lacio y el sur de Toscana, que surge en el lado meridional del Monte Amiata, cerca de Santa Fiora. Después de cruzar la Maremma del Lacio, recorre la parte noroccidental de la provincia de Viterbo antes de desembocar en el mar Tirreno cerca de Montalto di Castro.